# Thomas Mayer
Thomas Mayer (Linz, 23 de agosto de 1995) es un futbolista austriaco que juega como delantero en el SKU Amstetten de la 2. Liga austriaca.

## Carrera
Se formó en las canteras de los equipos austriacos SC Schwanenstadt y LASK Linz además de en la del VFB Stuttgart. Tras estar un año en la cantera del club alemán en la que apenas tuvo minutos, debido a la competencia con Timo Werner y Joshua Kimmich, volvió al futbol austriaco de la mano del FC Juniors OÖ, el FC Liefering y el propio LASK.
Tas su paso por el LASK, en el que se encontraba cedido por el Liefering, volvió a ser cedido al SV Ried.
Tras dos temporadas cedidos en los Vikingos fue fichado por el Austria Lustenau por tres temporadas.
Con el Austria Lustenau jugó un total de 29 partidos en los que marcó seis goles y dio quince asistencias en la primera temporada, lo que le llevó en la temporada 2020-21 a fichar por el Hull City inglés por dos temporadas y una más opcional.
Sin embargo, tras una temporada en el club inglés ambas partes rescindieron el contrato y fichó por el SKU Amstetten de la 2. Liga austriaca. Jugó un total de catorce partidos en el Hull y conquistó la English Football League One
Tras una temporada en el club austriaco renovó hasta 2024.
En la temporada 2023-2024 fichó por el Grazer AK que militaba también en la 2.Liga de Austria por una temporada con opción a otra.

### Selección
Formó parte de la selección sub-17.

## Palmarés
| Título        | Club      | País       | Año     |
| ------------- | --------- | ---------- | ------- |
| 2. Liga       | LASK Linz | Austria    | 2016-17 |
| EF League One | Hull City | Inglaterra | 2020-21 |